# Maurycy Gottlieb
Maurycy Gotlieb (Drohobych, 21-28/2 1856 – 17/7 1879) è stato un pittore polacco.
Artista del romanticismo dallo stile realistico, faceva parte di una ricca famiglia polacca, ebrea ortodossa e yiddish che viveva in Galizia (Europa Centrale), allora parte del settore austriaco della Polonia divisa, ora Ucraina occidentale. Considerato uno degli studenti più talentuosi di Jan Matejko, Gottllieb è morto all'età di 23 anni.